# Gammarus desperatus
Gammarus desperatus là một loài giáp xác nước ngọt trong họ Gammaridae.